# Viking Tri-nations Rugby 2011
Navigation
Viking Tri-nations 2010 Viking Tri-nations 2012
La Viking Tri-nations Rugby 2011 est la troisième édition de la compétition de rugby à XV organisée par l'Association européenne de rugby. La Suède, qui a rejoint la Norvège et le Danemark, remporte la compétition.

## Classement
| Rang | Pays     | J | V | N | D | Bo | Bd | Pm | Pe | Diff | Pts |
| ---- | -------- | - | - | - | - | -- | -- | -- | -- | ---- | --- |
| 1    | Suède    | 2 | 2 | 0 | 0 | 1  | 0  | 73 | 22 | +51  | 9   |
| 2    | Danemark | 2 | 1 | 0 | 1 | 0  | 0  | 43 | 60 | -17  | 4   |
| 3    | Norvège  | 2 | 0 | 0 | 2 | 0  | 0  | 12 | 46 | -34  | 0   |

|  | Vainqueur de la compétition no 1 |

## Résultats
| 9 avril 2011 | Suède | 55 – 15 (22 – 3) | Danemark | Brunnsängen IP Arena, Södertälje 300 spectateurs Arbitre : V. Bouchet |
| 9 avril 2011 | Essai(s) : Fransson 2 (7e, 54e), R. Johansson 1 (13e), Borg 1 (18e), Sandberg 1 (22e), Gowland 1 (42e), Paulsson 1 (47e), Nissila 2 (68e, 71e) Transformation(s) : T. Johansson 3 (25e, 43e, 48e), Gowland 2 (69e, 71e) |                  | Essai(s) : Nau Valback 1 (76e), Vad Pedersen 1 (79e) Transformation(s) : Gragaard 1 (78e) Pénalité(s) : Grantham 1 (8e) | Brunnsängen IP Arena, Södertälje 300 spectateurs Arbitre : V. Bouchet |
| 9 avril 2011 | |                  | | Brunnsängen IP Arena, Södertälje 300 spectateurs Arbitre : V. Bouchet |

| 3 septembre 2011 | Norvège                                                      | 7 – 18 (7 – 6) | Suède | Fana Stadion, Bergen Arbitre : Verstop |
| 3 septembre 2011 | Essai(s) : Tirikula (37e) Transformation(s) : Borsheim (38e) |                | Essai(s) : Arvidsson (59e), Murphy (74e) Transformation(s) : Sullivan (74e) Pénalité(s) : Arvidsson 2 (8e, 25e) | Fana Stadion, Bergen Arbitre : Verstop |
| 3 septembre 2011 |                                                              |                | | Fana Stadion, Bergen Arbitre : Verstop |

| 15 octobre 2011 | Danemark | 28 – 5 (25 – 5) | Norvège                  | Atletik Stadium, Odense Arbitre : Welfring |
| 15 octobre 2011 | Essai(s) : Valbak (21e), Smalley (31e), Soussan (40e) Transformation(s) : Michaelsen 2 (32e, 40e) Pénalité(s) : Michaelsen (14e), J. Jensen (70e) |                 | Essai(s) : Diessner (9e) | Atletik Stadium, Odense Arbitre : Welfring |
| 15 octobre 2011 | |                 |                          | Atletik Stadium, Odense Arbitre : Welfring |